# Shōji Hano

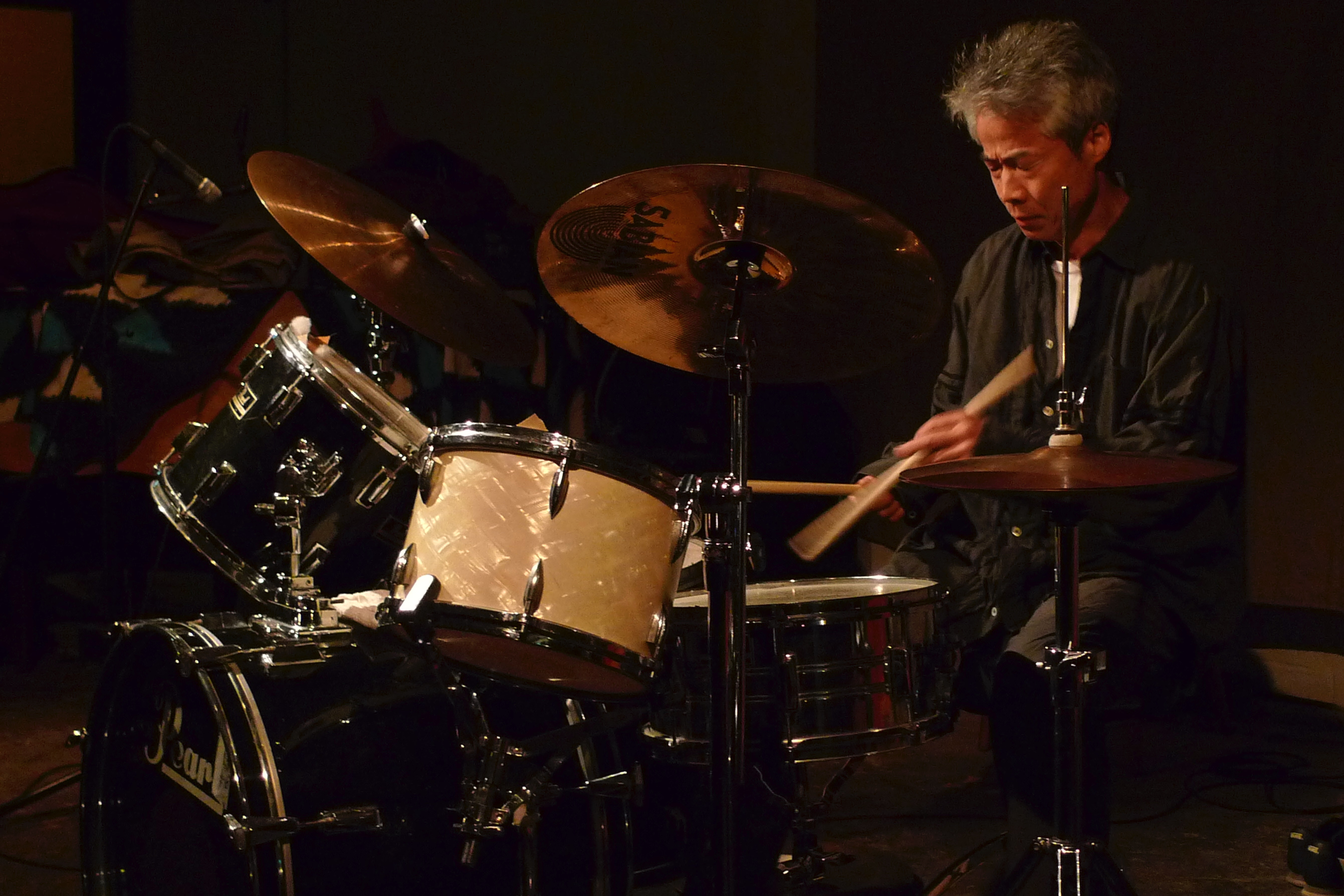
Shōji Hano in London 2011

Shōji Hano (jap. 羽野 昌二, Hano Shōji; * 1. März 1955 in Kokura, Präfektur Fukuoka) ist ein japanischer Jazzmusiker (Schlagzeug, Perkussion).

## Leben und Werk
Hano zog 1974 nach Kyōto und begann, Avantgarde-Jazz zu spielen. 1980 gründete er die Band Odowara und organisierte über ein Jahr hinweg monatliche Konzerte an der Universität Kyōto; im selben Jahr entstanden Live-Mitschnitte mit Yoshito Ōsawa und Toshinori Kondō. 1981 gründete er die Easy Music Band mit dem Gitarristen Haruhiko Gotsu und Tetsu Yamauchi am E-Bass. Shoji Hano spielte zusammen mit den japanischen Musikern Kaoru Abe, Saxophonist Mototeru Takagi, Trompeter Masahiko Kōno und amerikanischen Musikern, wie dem Gitarristen Henry Kaiser, Eugene Chadbourne, Tristan Honsinger und deutschen Musikern, unter anderem Hans Reichel und Peter Brötzmann.

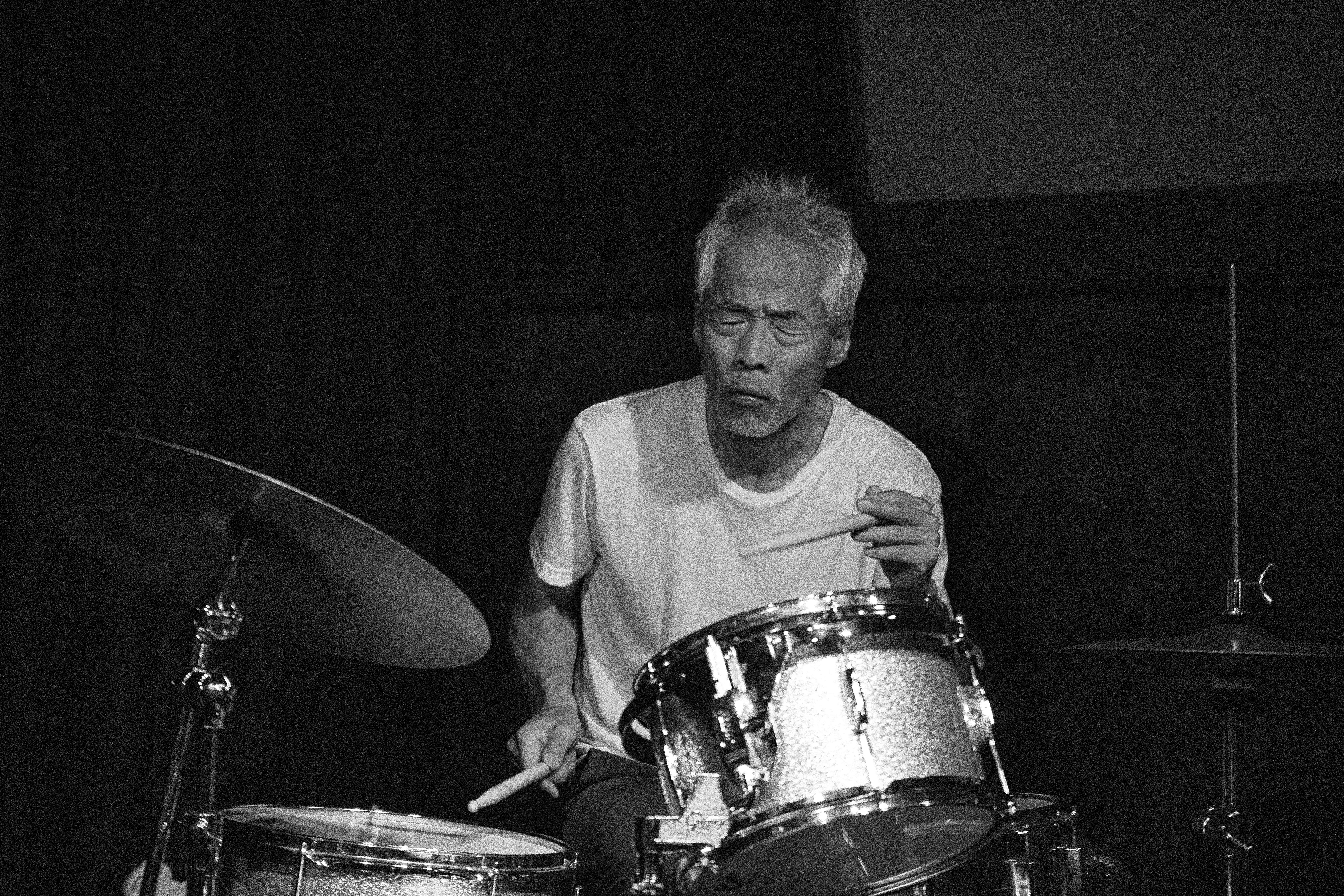
Shōji Hano im Club W71, 2023

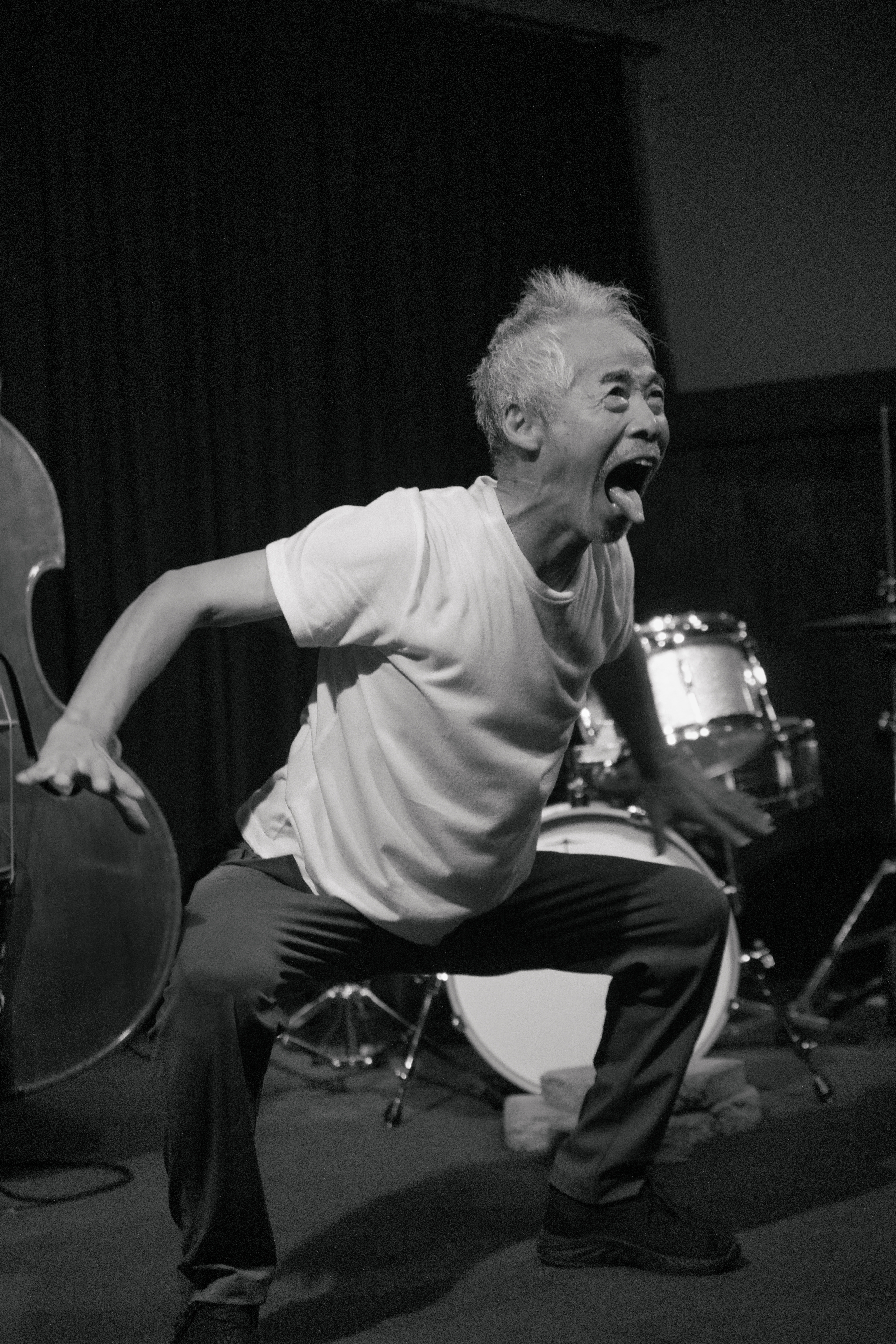
Mit The Circle 5.0, 2023

1985 begann Hano seinen eigenen Stil zu entwickeln, der auf dem Konzept von Shintaido basiert. Mit Yamauchi und Gotsu gründete er die Band OPE, die von 1986 bis 1989 existierte. 1990 verließ Hano zum ersten Mal Japan, um in Europa zu spielen. Mit Hans Reichel und dem Gitarristen Wädi Gysi tourte er durch die Schweiz, Österreich und Deutschland; in New York spielte er bei William Parker (Flower Grow in My Room). Zwischen 1991 und 1994 tourte er jährlich mit Peter Brötzmann durch Japan und Deutschland; Aufnahmen entstanden mit Werner Lüdi, Tetsu Yamauchi und William Parker. Hano war auch in Schweden, Russland und Litauen auf Tournee. 1998 wurde Hano Mitglied der Psychedelic Rock Band High Rise und tourte mit ihnen durch England und Frankreich (weitere Mitglieder sind Munehiro Narita, Gitarre und Asahito Nanjo, Bass, Vocals). Im Bereich des Jazz war er Tom Lord zufolge von 1980 bis 2009 an zwölf Aufnahmesessions beteiligt.
Mit John Dikeman, Reza Askari, Hans Peter Hiby und Willi Kellers bildet er seit 2022 The Circle 5.0.

## Diskographische Hinweise
- Peter Brötzmann, Shoji Hano, Tetsu Yamauchi, Haruhiko Gotsu Dare Devil (DIW Records, 1992)
- Shoji Hano/Keizo Inoue Still Create: Jazz Live at Kuku (Kuku, 1998)
- Shoji Hano/Hugh Hopper/Gary Smith Glass Cage (Paratactile, 2000)
- Peter Brötzmann/Shoji Hano Funny Rat/s 2 (Kootown, 2007)
- Olaf Rupp/Shoji Hano Noomiso (Kootown, 2007)
- Peter Brötzmann/Shoji Hano Flying Crow – Funny Rat/s 3 (Heart Lord Studio, 2009)
- Kris Wanders/Yusuke Akai/Shoji Hano Spontaneous Acts of Provocation (Elnegocitorecords, 2009)